# Congregation of Saint Thérèse of Lisieux
Die Congregation of Saint Thérèse of Lisieux (Ordenskürzel: CST) sowie Little Flower Congregation sind zwei katholische Männerorden der Syro-malabarischen Kirche. Die Gemeinschaften haben die heilige Theresia von Lisieux als Patronin. Die Kongregationen wurden 1978 geteilt, sie haben beide das gleiche Ordenskürzel.
Die CST-Brothers sind ein Brüderorden bischöflichen Rechts, der sich vor allem in der Erziehung und in sozialen Bereichen aller Art betätigt. Die CST-Frathers sind eine Priesterkongregation päpstlichen Rechts.

## Geschichte
Die Gemeinschaft wurde am 19. März 1931 in Mookkannur (Kerala, Indien) von Pfarrer Thomas Panat als Laiengemeinschaft gegründet. Am 27. Dezember erhielt Panat die Erlaubnis, auch Kleriker aufzunehmen. Am 8. Oktober 1947 wurde sie von Mar Augustine Kandathil, Erzbischof von Ernakulam, als Kongregation bischöflichen Rechts anerkannt. 1955 wurde Panat Generaloberer der Kongregation. Am 1. Juni 1956 wurden die ersten Priester für die Kongregation ernannt. Die Statuten genehmigte sein Nachfolger Joseph Parecattil am 18. April 1963.
Am 9. November 1978 wurde die Kongregation geteilt. Die Priester bildeten die Little Flower Congregation, auch CST-Frathers, und die Brüder die Congregation of Saint Thérèse of Lisieux, auch CST-Brothers. Beide waren bischöflichen Rechts.

### CST-Frathers
Am 19. Juni 1984 wurde mit Dominic Kokkat der erste Bischof der CST-Frathers ernannt. 1991 wurden sie in zwei Provinzen aufgeteilt. Am 21. Dezember 1995 erkannte Papst Johannes Paul II. sie als Kongregation päpstlichen Rechtes an und unterstellte sie der Kongregation für die orientalischen Kirchen. 2003 wurden weitere zwei Provinzen eingerichtet. Heute haben die Frathers 1 Bischof, 139 Priester, 4 Diakone, 7 Novizen und 87 Seminaristen.

### CST-Brothers
Anfangs waren es 19 Brüder. 2014 wurden sie in zwei Provinzen geteilt.

## Deutschland
Die Frathers unterhalten in Karlskron seit 1994 ein Kloster.